# كزافييه سيمونز
كزافييه سيمونز (بالإنجليزية: Xavier Simons)‏ هو لاعب كرة قدم بريطاني، ولد في 20 فبراير 2003 في هامرسميث في المملكة المتحدة.